# Adrienne (The Calling)
Adrienne is een nummer van de Amerikaanse rockband The Calling uit 2002. Het is de tweede single van hun debuutalbum Camino Palmero.
"Adrienne" is volgens frontman Alex Band geen echt persoon. Wel zei hij dat we allemaal wel een Adrienne in ons leven hebben; iemand die het niet waard is om voor te gaan, iemand die je gebruikt, en al je geld opmaakt. Het nummer was de opvolger van de hit Wherever You Will Go, maar wist het succes van de voorganger niet te evenaren. "Adrienne" bereikte de Amerikaanse Billboard Hot 100 niet, maar kwam op de 16e positie terecht in de Bubbling Under Hot 100. In de Nederlandse Top 40 was het succesvoller met bescheiden een 24e positie, terwijl het in Vlaanderen een mager succesje werd met een 14e positie in de tipparade.